# Сент-Илер, Константин Карлович
Константин Карлович Сент-Илер (1866—1941) — российский и советский учёный-зоолог, гидробиолог, профессор, организатор первой в Российской империи биологической станции на Белом море.

## Биография
Родился в семье магистра зоологии, директора Петербургского учительского института К. К. Сент-Илера.
В 1886 году окончил «филологическую гимназию» при Санкт-Петербургском филологическом институте. В 1890 году окончил естественное отделение физико-математического факультета Санкт-Петербургского университета. Будучи студентом старшего курса, получил серебряную медаль за научную работу по эмбриологии беспозвоночных: «Развитие нервных узлов, головных и спинных, у цыплёнка». Был оставлен при университете и командирован за границу.
По возвращении работал ассистентом у профессоров Н. Е. Введенского, А. О. Ковалевского, В. М. Шимкевича; в 1889 году защитил магистерскую диссертацию по теме «О блуждающих клетках в кишечнике морских ежей». В 1889—1903 годах — приват-доцент кафедры зоологии, сравнительной анатомии и физиологии животных физико-математического факультета. В эти годы работал в лабораториях Вальтера Флемминга в Киле (Германия) и И. И. Мечникова в Париже, на биологических станциях в Италии на Адриатическом море, и в России — Соловецкой и Мурманской. В 1903 году защитил докторскую диссертацию по теме «Наблюдения над образованием веществ в клетке и в ткани».
С 1903 года — профессор кафедры зоологии и сравнительной анатомии медицинского факультета Юрьевского университета, в 1905 году защитил в Петербургском университете докторскую диссертацию по теме «Наблюдения над образованием веществ в клетке и в ткани», став доктором зоологии и сравнительной анатомии. Основал в университете Зоологический музей. В 1908 году обосновал необходимость и стал первым руководителем Ковдинской биологической станции на Белом море.
В 1918—1941 годах — профессор кафедры зоологии беспозвоночных Воронежского университета. Организатор Жировской биологической станции в устье реки Воронеж. Один из организаторов НИИ биологии при университете в 1925 году.
Скончался скоропостижно, похоронен на Коминтерновском кладбище Воронежа.

## Семья

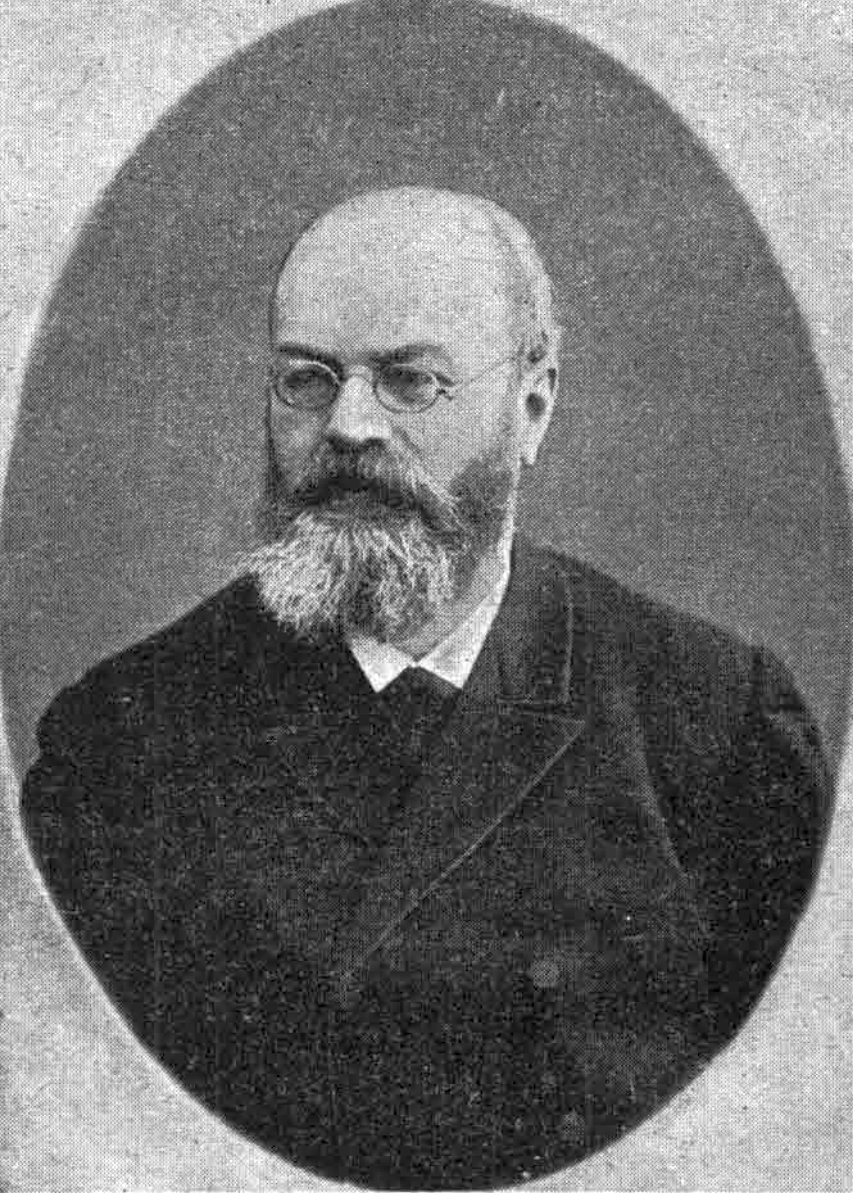
Фото отца (1901)

Супруга — Александра Петровна, сыновья — Димитрий (1894 г. р.), Владимир (1896 г. р.) и Константин (1899 г. р.), дочь Ольга (1930 г. р.). Старшие сыновья Дмитрий и Владимир погибли в годы Первой мировой войны.